# Sumner Chilton Powell
Sumner Chilton Powell (né le 2 octobre 1924 à Northampton, Massachusetts – mort le 8 juillet 1993 à Colora, comté de Cecil dans le Maryland), est un historien américain.
Il remporte en 1964 le prix Pulitzer d'histoire pour son ouvrage Puritan Village: The Formation of a New England Town, publié l'année précédente.

## Biographie
Il est professeur à la Choate Rosemary Hall, une classe préparatoire à Wallingford, Connecticut. Il suit les cours de la Taft School à Watertown, dans le Connecticut, et obtient son baccalauréat de l'Amherst College en 1946. De 1947 à 1952, il sert dans la marine américaine, atteignant le grade de Lieutenant, et reste officier de réserve jusqu'en 1961. Il obtient son doctorat en histoire à Harvard en 1956. En 1957, il publie From Mythical to Medieval Man. 
Il remporte en 1964 le prix Pulitzer d'histoire pour son ouvrage Puritan Village: The Formation of a New England Town, paru en 1963. Ce dernier est basé sur les témoignages des colons présents à Sudbury, dans le Massachusetts, sur la période 1638-1660.